# 3116 Goodricke
3116 Goodricke (1983 CF) là một tiểu hành tinh vành đai chính được phát hiện ngày 11 tháng 2 năm 1983 bởi Bowell, E. ở Flagstaff (AM).